# 桂紗綾
桂 紗綾（かつら さあや、1985年6月30日 - ）は、朝日放送テレビ（ABCテレビ）のアナウンサー。
桂は結婚前の苗字（旧姓）に当たるが、ABCへの入社後は、アマチュアの落語家としても活動。2024年1月1日からは、上方落語の定席の一つである神戸新開地・喜楽館の「アンバサダー」（広報大使）に名を連ねている。

## 来歴
和歌山県日高郡みなべ町出身。南部町立（在校当時）南部中学校、和歌山県立田辺高等学校、同志社女子大学学芸学部卒業。
幼少時からクラシックバレエを習っていて、同志社女子大学でもバレエ部に所属。同大学時代には、子育てボランティアにも参加していた。大学卒業後の2008年に、アナウンサーとして朝日放送へ入社した。同期入社のアナウンサーは北村真平。2008年5月30日昼に朝日放送ラジオ（ABCラジオ）で放送された『ABC朝日ニュース』で、北村とともに番組デビューした。
入社2年目の2009年からは、『おはようコールABC』水・木曜ニュースキャスターへの起用（3月18日）を皮切りに、複数のテレビ・ラジオ番組にレギュラーで出演。また、同年3月末から半年にわたって、初の冠番組『紗綾さーやるぞ』（朝日放送テレビの番宣番組）を担当していた。
朝日放送ラジオでは2009年4月から、『全力投球!!妹尾和夫です』で月曜日の中継リポーターを担当した。出演3ヶ月後の7月3日に同番組が終了すると、後継番組『ドッキリ!ハッキリ!三代澤康司です』の月曜日（2017年10月からは金曜日）のパートナーとして2018年3月まで出演した。
2010年4月から『ごきげん!ブランニュ』のアシスタントとなり、しばらくは前任・小寺右子のニックネーム「ヌーやん」の流れで「さあやん」と呼ばれていた。同年5月11日放送分で新しいニックネームを決めることとなり、赤井英和が提案した『おいどん』（鹿児島弁で自分を指す言葉と、ヒップが大きいところから関西弁で「尻」を表す「おいど」をかけたもの）が採用された。
2014年3月31日からは、それまでコーナーレギュラーとして出演していた『おはようコールABC』（朝日放送テレビが平日の早朝に関西ローカルで生放送の情報番組）のメインキャスターに昇格。2015年9月25日（金曜日）に降板するまで務めた。2019年1月4日から2024年9月27日までは、毎週金曜日の早朝に『朝も早よから桂紗綾です』（『おはようコールABC』と放送時間が重なる朝日放送ラジオの生ワイド番組）のパーソナリティを担当。他の生放送番組でも、女性のパーソナリティやパートナーが休演した場合に代演する機会が多く、朝日放送ラジオでは先輩アナウンサーの伊藤史隆と並んで「代打の神様」と呼ばれている。
2025年1月29日の『桑原征平粋も甘いも』にて第1子の妊娠を公表。同年5月より産休に入る予定。

## 人物
親族は、大正時代創業の和菓子店をみなべ町内で経営。この和菓子店はメディアで随時取り上げられていて、毎日放送（朝日放送テレビと同じ在阪の民放テレビ局）が2022年11月11日に『THE TIME,』（TBSテレビ系列系全国ネット番組）の「列島リアルタイム中継」（系列各局のリレー方式による生中継企画）を担当した際には、祖母と伯父夫婦が福島暢啓（同局アナウンサー）の取材を受けた様子が全国に放送された。紗綾自身も、同年12月4日放送分の『ほな行こCar!〜寄りみちドライブ〜』（朝日放送テレビ）向けのロケで友近と共に訪れていて、訪問の際には店内で友近をもてなしていた。
趣味は料理、クラシックバレエ、バラ小物の収集、スポーツ観戦。特技は車庫入れ、犬のしつけである。また、2012年6月には、先輩の武田和歌子・後輩の角野友紀（2015年3月に退社・フリーアナウンサーへ転身）とともに「ABC女子アナゴルフ部」を結成。朝日放送テレビが毎年中継を担当するABCチャンピオンシップゴルフトーナメントのPRを兼ねて、朝日放送公式サイト内の特設ページ や、YouTubeの同局公式チャンネル を中心に活動している。
2010年3月に、テレビ版『美人時計（bijin-tokei×ABC）』のモデルとして出演した｡
2010年4月12日には、自身の出身地でもあるみなべ町から「ふるさと大使」の委嘱を受けた。
2014年3月16日に、大阪府の出身で同年齢の会社員（東福岡高等学校サッカー部OB）との結婚を発表。夫は結婚するまで福岡県内の企業に勤務していたが、地元（関西地方）で桂と同居することを優先すべく、結婚を機に退社へ踏み切ったという。その夫からは、ミハイル・ゴルバチョフにちなんで、「さあやちょふ」「ちょふりんこ」といった愛称で呼ばれている（理由は不明）。同年4月には、バリ島のサントミカエル教会で結婚式を挙行。6月には、北村の司会で結婚披露宴を開いた。
結婚後も旧姓の「桂」を放送上の苗字に使用しているが、親族にプロの落語家はいない。もっとも本人は、2017年4月から『ラジオ演芸もん』の進行を任されたことを機に落語へ挑戦。桂春蝶や月亭八光の指導を受けながら、2018年4月に八光の独演会の前座で高座デビューを果たした。同年には、さらに3回の高座を経て大阪府池田市で開かれた「第10回社会人落語日本一決定戦」 に放送上の名義と同じ高座名（桂紗綾）で出場。『初鳴き』 という創作落語で決勝まで進出した末に、池田市長賞を受賞した。2019年2月10日にあましんアルカイックホール・オクトで開かれた「第117回 ABCラジオ上方落語をきく会」（ABCラジオで同時生中継）でも、昼・夜の部とも総合司会を務めるかたわら、昼の部の「開口一番」（前座）で『初鳴き』を披露している。『ラジオ演芸もん』が2019年3月で終了してからも、『朝も早よから 桂紗綾です』の中に「金曜演芸もん」という後継コーナーを設けるなど、アマチュア落語家としての活動や落語関連番組・イベントへの出演を継続。同年8月31日・9月1日開催の「第29回彦八まつり」では、上方落語協会に入っていないにもかかわらず、（前年の）来場者代表 という立場で告知コメントを寄せた。2021年には天満天神繁昌亭で落語を披露した。
2020年2月9日、みなべ町内の上南部中学校で開催された「やにこい梅とばし」（口に含んだ梅の種を飛ばして距離を競う大会）にプライベートで参加したところ、同日の『NHKニュース』（テレビの関西ローカル枠）に桂が映り込んでいた。
2024年1月1日からは、先輩の芦沢誠（シニアアナウンサー）と共に、神戸新開地・喜楽館の「アンバサダー」（広報大使）も務めている。芦沢と同時（2023年4月1日）にシニアアナウンサー（嘱託契約のアナウンサー）へ移行したことを機に、喜楽館の支配人を兼務している伊藤史隆からの委嘱による就任で、伊藤とは2018年から「朝日放送テレビのアナウンサー」として上方落語をきく会（朝日放送ラジオの主催で年に1回開催されている生中継連動型の落語会）の司会を共同で務めている。

## 現在の出演番組

### テレビ
- ABCニュース（不定期で担当）- 『おはようコールABC』の出演期間中には、事実上担当を外れていた。同番組の降板後は、宿直勤務で深夜〜早朝のニュースを担当することもある。2017年7月以降は木曜日正午前の担当が多いが、『朝も早よから 桂紗綾です』の放送を開始した2019年1月以降は、金曜日の担当を外れている。
- キニナリーノ!（2017年10月 - 、ナレーター）
- 新婚さんいらっしゃい!（2022年4月 - 2025年4月29日 、ナレーター）
- 浦川&ナジャのウラのウラまで失礼します（2023年4月 - 、ロケパートのナレーター）

### ラジオ
- ABCニュース（詳細後述）
- 上方落語をきく会（2018年1月20日開催の第116回より）
  - 『ラジオ演芸もん』への出演を機に、落語と造詣の深い先輩アナウンサー（三代澤康司や伊藤史隆）と並んで本編の司会を務めている。
  - 2018年には、昼の部と夜の部の幕間に放送される特別企画も、笑福亭鉄瓶とのコンビで進行した。
  - 2019年には、『ドッキリ!ハッキリ!三代澤康司です』のプロデュースによる昼の部の「開口一番」で、自ら高座に上がって「初鳴き」を披露。その時に収録した音源を、3月17日の『日曜スペシャル』（22:00 - 22:30）で「なみはや亭特別興行 桂紗綾のアナウンサー落語をきく会」としてノーカットで放送した。
- 桑原征平粋も甘いも（毎月第3 - 5週放送分のパートナーを2024年1月から担当）
  - 通常は、シフト勤務の一環で番組内の「ABCニュース」を随時担当。2018年8月1日・22日・29日放送分の「粋甘流☆美女と野獣NEO」（リスナーからの投稿企画）では、同月の「お題」（『お祭りナンボ?』）にちなんで、『お祭りマンボ』（美空ひばり）のサビの替え歌を披露した音源が使われた[注 1]。
  - 桑原征平（関西テレビ出身のフリーアナウンサー）のパートナーを2021年の9月最終週から小寺右子と橋詰優子（いずれも自身の先輩アナウンサー）が2週ずつ交互に務めるようになったことを機に、2022年2月16日から2023年3月22日までは、小寺も橋詰も出演できない日にパートナーとして全編に登場していた。橋詰は2023年5月からパートナーに復帰したが、体調不良を理由に同年10月25日放送分から出演を見合わせた後に、同年末をもって正式に降板。この事態を受けて、桂は2024年1月から、小寺と交互にパートナーをレギュラーで務めている。なお、橋詰は同年4月をもって朝日放送テレビを退社。
- さあやろう!ABCラジオ吹奏楽部です（2022年4月3日 - 、『吹奏楽の時間』の後継番組）
- 桂紗綾の防災ガイド（2024年10月1日 - ）
  - 2024年度の下半期には、『ABCフレッシュアップベースボール』（ナイトゲームの中継）枠が組まれていない火・水曜日の17:55 - 18:00に放送。

## 過去の出演番組

### テレビ
- おはよう朝日です（2008年5月30日、新人アナウンサー紹介）
- 速報!甲子園への道（2008年、関西ローカルパートのリポーターとして出演）
- 全国高校野球選手権大会中継
  - 2008年・2010年に阪神甲子園球場のスタンドリポーター、2009年・2010年・2016年・2017年・2018年に甲子園スタジオのキャスターを担当。
- 「KABA.ちゃん感激!ソウル・イケメン捜しの旅!〜B-boyに恋したバレリーナ初来日記念特別番組〜」（2008年12月12日）
- 公造とアナアナ（2009年3月まで出演）
- 紗綾さーやるぞ（2009年3月31日 - 2009年10月2日）
- 『ぷっ』すま 「全国女子アナ秘大集結!!スピードマスター決定戦!!」（2009年8月4日、テレビ朝日系列全国ネット） - 朝日放送では番組編成上の事情により、2009年8月5日（4日深夜）の0:29 - 1:26に放送された。
- 知ってるor知ったか?クイズ!バレベルの塔（2013年4月7日 - 2013年9月29日、アシスタント兼出題役）
- ごきげん!ブランニュ（2010年4月6日 - 2014年3月31日、アシスタント）
  - 2022年9月9日の25:59 - 27:04（10日の1:59 - 3:04）に放送された『ごきブラ同窓会スペシャル』にも、歴代のアシスタントを代表して出演。
- おはようコールABC（2009年3月18日 -  2015年9月25日）水・木曜日に朝刊紹介などのコーナーを進行。2014年3月31日から、メインキャスターに昇格。
- なるみ・岡村の過ぎるTV - 日曜日の深夜に放送されていた2015年度まで、他の女性アナウンサーと交互に不定期で出演。
- 味のラブレター（2015年10月5日 - 2016年9月19日、毎週月曜日23:10 - 23:17[注 2]）ナレーター
- キャスト（ - 2019年3月28日、木曜日18時台→17時台「見ごろ食べごろ ニシュランツアーズ」→「西代・三度のヨイショ!ヨイショ! ヨイショ!」[注 3] のナレーターを担当）
- ほな行こCar!〜寄りみちドライブ〜（2022年5月 - 2024年9月15日）
  - 日曜20:54 - 21:00放送のNEXCO西日本単独提供によるロケ番組。後輩アナウンサーだった八塚彩美の部署移動に伴い起用され、放送上は、主に友近（同郷の八塚とペアを組むことが多かった）を乗せた自動車を運転しながらロケ地へ移動していた。
  - 最終出演は、最終回同日の11:20 - 11:50に放送された『ほな行こCar!in九州〜わがまま女子のドライブ旅 段取りします〜』だった。
- こどもホスピス 〜いのち輝く“第2のおうち”〜（2022年9月18日）- ナレーター[18]
- みんなで作る和歌山情報 わくわく編集部（テレビ和歌山、2024年9月6日） - 後述『しそまるの全開!金曜日』に続いてゲスト出演。

### ラジオ
- 全力投球!!妹尾和夫です（月曜リポーター、2009年4月 - 6月29日）
- 輝けニッポンの高校球児（2009年8月3日、20:00 - 20:30） - 第91回全国高等学校野球選手権大会の開幕を前に放送された特別番組。先輩の岩本計介とともに、ナビゲーターを務めた。
- ニュース探偵局（2009年度スタジオ進行、不定期で担当）
- 仁鶴の楽書き帖（2013年5月 - 2015年3月） - 先輩アナウンサー・加藤明子の産前産後休暇中にアシスタントを代演。
- ドッキリ!ハッキリ!三代澤康司です（月曜日→金曜日パートナー、2009年7月6日 - 2018年3月30日） - 放送曜日を土曜日から平日へ移行したことを機に、日替わりパートナーの1人として起用。『おはようコールABC』のメインキャスター担当期間中も、出演を続けていた。2017年10月改編から金曜日へ異動。平日への移行当初からのパートナーでは、最も長く出演した。
- 堀江政生のほりナビ!!（2015年度ナイターオフ版・水曜日アシスタント）
- 武田和歌子のぴたっと。 （不定期） - 2015年10月23日放送分への出演を皮切りに、先輩アナウンサーでもある武田和歌子が体調不良などで休演するたびに、他のレギュラー番組への出演を続けながらパーソナリティ代理を務めていた。
- 桂紗綾のちょびっと（2016年2月8日 - 10日）
- 桂紗綾のサンデーミュージックラブ（2017年1月15日 - 3月26日、毎週日曜日22:30 - 23:00） - 『キャスト』の「 - ニシュランツアーズ」（前述）でリポーターを務める西代洋（ミサイルマン）と共にパーソナリティを担当。
- ラジオ演芸もん（2017年4月2日 - 2019年3月24日）
- 土曜いそべ堂（2018年4月 - 2019年7月27日）
  - 磯部公彦（まるむし商店）と共にパーソナリティを担当。プロ野球シーズン中は、阪神タイガースのナイトゲームを中継しない場合に放送する。当番組と同じ土曜日の生放送番組である『辛坊治郎のズバリ&どうよ!』へのレギュラー出演に専念するため降板。
- 伊藤史隆のOn-site RADIO（2018年2月12日） - 先輩アナウンサーの伊藤が阪神タイガースの春季キャンプ取材に出掛けたことに伴うスタジオ進行代理。
- 全力投球!!妹尾和夫です。サンデー（2018年6月10日） - 先輩アナウンサー・小寺右子の忌引に伴いアシスタントを代演。
- 朝も早よから桂紗綾です（2019年1月4日[19] - 2024年9月27日）
  - 朝日放送への入社以来初めて、レギュラーの生放送番組を単独で担当。担当期間中は毎週金曜日の未明に出勤していたため、打ち合わせ・本番が始まるまでは、宿直勤務に準ずる扱いでニュース速報要員として待機していた。
- おはようパーソナリティシリーズ
  - 『おはようパーソナリティ道上洋三です』時代の2008年5月30日放送分に、北村と揃って新人アナウンサーの紹介企画に出演。以降は、アナウンサーとしてのシフト勤務の一環で、7・8時台の『ABCニュース』を随時担当していた。前枠で『朝も早よから 桂紗綾です』の放送を開始した2019年1月4日からは、毎週金曜日の同番組本番終了後に7・8時台の『ABCニュース』を担当。
  - 『おはようパーソナリティ道上洋三です』には、先輩アナウンサーでもある道上洋三が脳梗塞の発症（2021年9月11日）をきっかけに出演を見合わせてからも、金曜日の「ABCニュース」へ引き続き出演。道上に復帰の目途が立たないまま番組の終了が決まったことを受けて、2022年3月には『虹へ』（放送45周年記念のテーマソングとして2021年1月から制作）の歌唱レコーディングに参加したほか、同月25日（金曜日）の最終回もニュースキャスターとして迎えた。
  - 2022年4月1日以降も、『朝も早よから 桂紗綾です』に続いて編成される『おはようパーソナリティ古川昌希です』（後輩アナウンサーの古川昌希がパーソナリティを務める金曜分の後継番組）の7・8時台に、「ABCニュース」を2024年9月27日（『朝も早よから 桂紗綾です』の最終放送日）まで担当していた。
  - 2024年9月4日・5日放送分では、『おはようパーソナリティ小縣裕介です』（先輩アナウンサーの小縣裕介がパーソナリティを務める月 - 木曜分の後継番組）水・木曜アシスタントである江崎友基子[20]の体調不良を受けて、アシスタントを代演。
- 週刊ニュース解説 辛坊治郎のズバリ&どうよ!（2019年7月6日 - 2021年3月27日）
  - 朝日放送ラジオの番組で初めてパーソナリティを務める辛坊治郎（元・読売テレビアナウンサー→報道局解説委員長）のアシスタントを担当。
- 田淵麻里奈の夜あそびはココから（2020年4月28日・5月5日・5月12日）
  - パーソナリティの田淵麻里奈が体調不良で休演したことに伴って、パーソナリティ代理を担当。
- マナベインテリアハーツ HEART VOICE（FM大阪、2020年11月1日・11月8日） - ゲスト出演。
- テンション!!!!（Kiss FM KOBE、2020年12月21日） - ゲスト出演。
- オワラナイ ウタヲ ウタオウ（2021年3月12日の20:00 - 20:55に放送された特別番組）
  - 2020年初頭からいわゆる「コロナ禍」が続いていることを背景に、エンタテインメントの大切さを改めて未来に伝える目的で在阪民放ラジオ6局（朝日放送ラジオ、FM大阪、毎日放送、ラジオ大阪、FM802、FM COCOLO）の共同制作によって全局同時に放送された事前収録番組で、朝日放送ラジオ制作番組のパーソナリティを代表して出演。放送の前後に全局で展開されている同名のキャンペーンにも参加している[21]。
- 話の目薬 ミュージックソン（ラジオ大阪、2022年11月15日） - ゲスト出演。
- しそまるの全開!金曜日（和歌山放送、2022年11月19日・2024年9月6日） - ゲスト出演。
- 伊藤史隆のラジオノオト（2022年12月8日） - 「ABCラジオスペシャルウィーク 交流戦冬の陣」の一環として、吹奏楽に造詣が深いフリーアナウンサー兼小学校教師で、大学の後輩でもある向井亜季がパートナーを務める木曜日にゲスト出演。向井と共にサックスの演奏も披露した。
- 征平・吉弥の土曜も全開!!（2024年5月18日） - 10時台中盤「えらいこっちゃニュース」コーナーにて、第31回彦八まつり（同日から2日間開催）の会場である生國魂神社から林家染八と共に中継リポートを担当。桂は同日11時台に同神社の参集殿2階で行われた実行委員長7人との座談会で司会を務めることからリポートの実施に至った。ちなみに同年の新人アナウンサー2名の研修も兼ねていた。
- 日曜落語 〜なみはや亭〜（2024年7月7日） - 通常は「席亭」という肩書で進行している伊藤史隆が、体調不良で本編（進行パート）の収録への参加を見合わせたことを受けて「席亭代行」を急遽担当。同日以外には、落語家へのインタビューで聞き手を務めることがある。
- きっちり!まったり!桂吉弥です（2025年2月7日） - 10時台中盤「吉弥のきっちり!イチ押し」コーナーにゲスト出演。